# Cristina Borra
Cristina Borra (Londres, 9 de enero de 1975 -) es una presentadora de radio italiana.  

## Trayectoria
Christina creció a Inglaterra, donde se graduó en Diseño industrial en la University College de Londres.
Desde que era muy joven una pasión por la música la llevó a dedicarse a  Rock FM , primera Radio rock en Italia. Luego comenzó a colaborar con Radio 101.

### Radio RTL 102.5
Desde enero de 2005 se une telesivamente con RTL 102.5; en esta experiencia con la radio RTL 102.5 inicialmente su función ha sido la de voz. Después por la misma emisora radio siguió con los programas Sleepers; Tram Tram. En 2006 Certe notti, mientras como televisión llevó a cabo Music Breakfast en el canal 813 de Sky. 